# Elecciones generales de Costa Rica de 2010
Las elecciones presidenciales de Costa Rica del 2010 se llevaron a cabo el domingo 7 de febrero de ese año para la elección del presidente de Costa Rica por los siguientes cuatro años, entre el 8 de mayo del 2010 y el 8 de mayo del 2014. Las elecciones son supervisadas por el Tribunal Supremo de Elecciones y corresponden al décimo quinto (15°) proceso que se celebra para estos efectos desde la promulgación de la Constitución Política de Costa Rica de 1949, vigente el 7 de noviembre de 1949. Resultó ganadora la candidata oficialista Laura Chinchilla Miranda del Partido Liberación Nacional superando al candidato de la primera fuerza de oposición Ottón Solís Fallas del Partido Acción Ciudadana y su aliados. Entre los hechos históricamente destacables está que es la primera vez que una mujer llega a la presidencia de Costa Rica (y la novena de Latinoamérica) y porque se consolida definitivamente la quiebra del sistema bipartidista del país estableciendo un sistema ampliamente pluripartidista como demuestra la distribución de asientos en la Asamblea Legislativa de Costa Rica.
Chinchilla ganó mayoritariamente en 80 de 81 cantones del país, excepto por el cantón de Sarchí (entonces llamado Valverde Vega) en donde ganó el libertario Otto Guevara.
Durante este proceso también se eligieron los diputados en la Asamblea Legislativa y los regidores en los Concejos Municipales, no obstante en el caso de estos últimos, debido a una reforma en el Código Electoral que entrará en vigencia en el 2016 (unificando elecciones de funcionarios municipales; alcaldes, síndicos y regidores), ejercerán durante seis años por una única vez (extendiéndose su período del 2010 al 2016).

## Elecciones primarias
Las elecciones primarias de los partidos mayoritarios se llevaron a cabo con los siguientes resultados:

### Partido Acción Ciudadana
Realizada el 31 de mayo del 2009. La convención nacional del Partido Acción Ciudadana de 2009 fue la primera elección primaria realizada por este partido y se efectuó el 31 de mayo del 2009.  
Solo pudieron votar los ciudadanos mayores de edad que dieron la adhesión al partido antes del 30 de abril del mismo año y fue la primera vez que los partidarios asistieron a una convención interna para la selección de su candidato. El padrón se componía de  67.170 personas que se afiliaron al 30 de abril. Finalmente, el abstencionismo fue más alto de lo que esperaban las tendencias y las autoridades del PAC. En total votaron 22.450 persona. La secretaria general del PAC, Margarita Bolaños, reconoció que el grado de participación fue mucho menor al esperado., el propio Ottón Solís, aseguró que la escasa participación se debió a temor de los miembros del PAC de sufrir represalias por parte del Gobierno.
Precandidatos
- Ottón Solís Fallas, economista. Líder histórico del partido y su candidato en las dos elecciones nacionales pasadas. Fue diputado y ministro. Obtuvo el 71% de los votos resultando ganador.
- Epsy Campbell Barr, economista. Fue diputada y presidenta del partido. Recibió el 18% de los votos
- Román Macaya Hayes, científico y empresario. Fue su primera participación como candidato a un puesto de elección popular. Tuvo el 9% de los votos

Otros
Uno de los precandidatos originales, el educador y teólogo Manuel Enrique Sánchez Rojas, retiró su precandidatura y le dio la adhesión a Ottón Solís en mayo del 2009, dejando tres precandidatos en la contienda.
|  | 71 % |

|  | 18 % |

|  | 9 % |

### Partido Liberación Nacional
Realizada el 7 de junio del 2009.
La Convención Nacional Liberacionista de 2009 fue una elección primaria costarricense del Partido Liberación Nacional realizada para definir al candidato presidencial para las elecciones del 2010.
Precandidatos
- Laura Chinchilla Miranda, politóloga que fue diputada, ministra de seguridad y vicepresidenta de la República, esto último en la administración Arias Sánchez. En general era vista como la precandidata del arismo, la tendencia que gira en torno a Óscar y Rodrigo Arias.
- Johnny Araya Monge, ingeniero y alcalde de San José, contó con el respaldo del expresidente Luis Alberto Monge[6] y era visto como el candidato de la tendencia mongista o araya-mongista, fuertemente crítica del arismo al que consideran neoliberal y haber perdido el rumbo socialdemócrata al tiempo que se autoproclaman verdaderos guardianes del socialismo democrático propio del PLN.
- Fernando Berrocal Soto, ministro de Seguridad de la administración Arias, renunció tras desavenencias con Arias respecto a sus denuncias de que las FARC de Colombia tenían vínculos con políticos costarricenses (presuntamente del PUSC).

Otros aspirantes
- Antonio Álvarez Desanti manifestó sus deseos de aspirar a la presidencia pero no cumplía con el mínimo de tiempo de militar en el PLN ya que recientemente había sido candidato del partido Unión Para el Cambio fundado por él.[7]

En la convención votaron más de 500.000 electores, número superior al de afiliados al PLN por lo que se el presidente de dicho partido en aquel momento Francisco Antonio Pacheco mencionó que probablemente tuvieron votantes independientes o de otros partidos. El triunfo fue para Laura Chinchilla con el 55% de los votos sobre Araya con 41% y Berrocal que obtuvo 2%. Chinchilla fue nombrada candidata presidencial del PLN para las elecciones del 2010 y ganó convirtiéndose en presidenta de la República.
|  | 55 % |

|  | 41 % |

|  | 2 % |

## Proyección de electores
| Provincia                               | Padrón Nacional Electoral | Padrón Nacional Electoral | Padrón Nacional Electoral | Padrón Nacional Electoral | Padrón Nacional Electoral | Padrón Nacional Electoral |
| Provincia                               | Diciembre de 2006         | Diciembre de 2006         | Diciembre de 2006         | Junio de 2009             | Junio de 2009             | Junio de 2009             |
| Provincia                               | Total                     | Hombres                   | Mujeres                   | Total                     | Hombres                   | Mujeres                   |
|                                         |                           |                           |                           |                           |                           |                           |
| Costa Rica                              | 2.603.770                 | 1.300.955                 | 1.302.815                 | 2.790.244                 | 1.394.499                 | 1.395.745                 |
| San José                                | 952.561                   | 463.852                   | 488.709                   | 1.002.136                 | 488.869                   | 513.267                   |
| Alajuela                                | 476.942                   | 240.771                   | 236.171                   | 516.634                   | 260.873                   | 255.761                   |
| Cartago                                 | 301.688                   | 150.759                   | 150.929                   | 324.184                   | 162.018                   | 162.166                   |
| Heredia                                 | 251.999                   | 124.470                   | 127.529                   | 274.325                   | 135.653                   | 138.672                   |
| Guanacaste                              | 178.788                   | 90.680                    | 88.108                    | 195.803                   | 99.525                    | 96.278                    |
| Puntarenas                              | 236.660                   | 122.811                   | 113.849                   | 255.679                   | 132.304                   | 123.375                   |
| Limón                                   | 205.132                   | 107.612                   | 97.520                    | 221.483                   | 115.257                   | 106.226                   |
| Fuente: Tribunal Supremo de Elecciones. |                           |                           |                           |                           |                           |                           |

## Candidatos
| Partido | Partido                     | Fórmula    | Fórmula | Fórmula                                                                           | Fórmula                                                  |
| Partido | Partido                     | Presidente | Presidente | 1.er Vicepresidente                                                               | 2.º Vicepresidente                                       |
| ------- | --------------------------- | ---------- | --- | --------------------------------------------------------------------------------- | -------------------------------------------------------- |
|         | Accesibilidad Sin Exclusión |            | Óscar Andrés López Arias Activista pro-derechos de las personas con discapacidad Diputado (2006-2010)                                | Lilliette Gutiérrez Rojas                                                         | Miguel Ángel Calderón Fernández                          |
|         | Acción Ciudadana            |            | Ottón Solís Economista Ministro de Planificación (1986-1988), Diputado (1994-1998), Candidato en 2002 y 2006                         | Mónica Segnini Acosta Empresaria y agente aduanera.                               | Julio Humphreys Académico, Máster en Salud Pública.      |
|         | Alianza Patriótica          |            | Rolando Araya Monge Ingeniero químico                                                                                                | María del Rocío Barahona Riera                                                    | Dionisio Jorge Cabal Antillón                            |
|         | Frente Amplio               |            | Eugenio Trejos Rector del Instituto Tecnológico de Costa Rica, coordinador nacional del Movimiento Patriótico por el NO al TLC.      | Carmen Chacón Trabajadora social.                                                 | Wilmar Matarrita Líder comunal guanacasteco.             |
|         | Integración Nacional        |            | Walter Muñoz Céspedes Médico | Álvaro Eduardo Montero Mejía                                                      | Vivian González Trejos                                   |
|         | Liberación Nacional         |            | Laura Chinchilla Politóloga Diputada (2002-2006), Ministra de Seguridad (2006-2010), Vicepresidenta de la República (2006-2010)      | Alfio Piva Mesén Veterinario, ex Rector de la Universidad Nacional de Costa Rica. | Luis Liberman Ginsburg Economista y banquero.            |
|         | Movimiento Libertario       |            | Otto Guevara Abogado y empresario Diputado (1998-2002), Candidato en 2002 y 2006                                                     | Mario Quirós Lara Abogado, diputado 2006 - 2010.                                  | Lorena San Román Johanning Bióloga e ingeniera forestal. |
|         | Renovación Costarricense    |            | Mayra González Abogada y politóloga Alcaldesa suplente de Tibás (2002-2006)                                                          | Carlos Alberto Víquez Aráuz                                                       | José Francisco Herrera Umaña                             |
|         | Unidad Social Cristiana     |            | Luis Fishman Abogado Ministro de Seguridad (1990-2002), Diputado (1986-1990 y 1998-2002), Vicepresidente de la República (2002-2006) | Humberto Vargas Corrales Ingeniero                                                | Iris Zamora Zumbado Periodista.                          |

### Candidaturas retiradas
El candidato presidencial original del Partido Unidad Social Cristiana, el expresidente Rafael Ángel Calderón Fournier e hijo del caudillo del calderonismo, Rafael Ángel Calderón Guardia debió renunciar a su candidatura al ser condenado por corrupción, fue sustituido por el exvicepresidente Luis Fishman Zonzinski.

### Adhesiones
El 15 de enero del 2010, los candidatos presidenciales el ingeniero Rolando Araya Monge de Alianza Patriótica (socialdemócrata) y el Dr. Walter Muñoz Céspedes del Partido Integración Nacional (centro-derecha) dieron su adhesión al candidato Ottón Solís Fallas del Partido Acción Ciudadana (progresista) renunciando efectivamente a sus aspiraciones presidenciales para darle el apoyo a Solís por considerarlo el candidato progresista y opositor al neoliberalismo con mayores posibilidades de ganar, en un esfuerzo por hacer frente a las candidaturas de la liberacionista Laura Chinchilla Miranda y el libertario Otto Guevara Guth a quienes consideraban de derecha. Al ser una adhesión planteada en medio de la contienda electoral y luego de la fecha límite para la formación de coaliciones, las papeletas ya impresas incluían las casillas de los tres partidos.

## Frente Electoral Patriótico Progresista

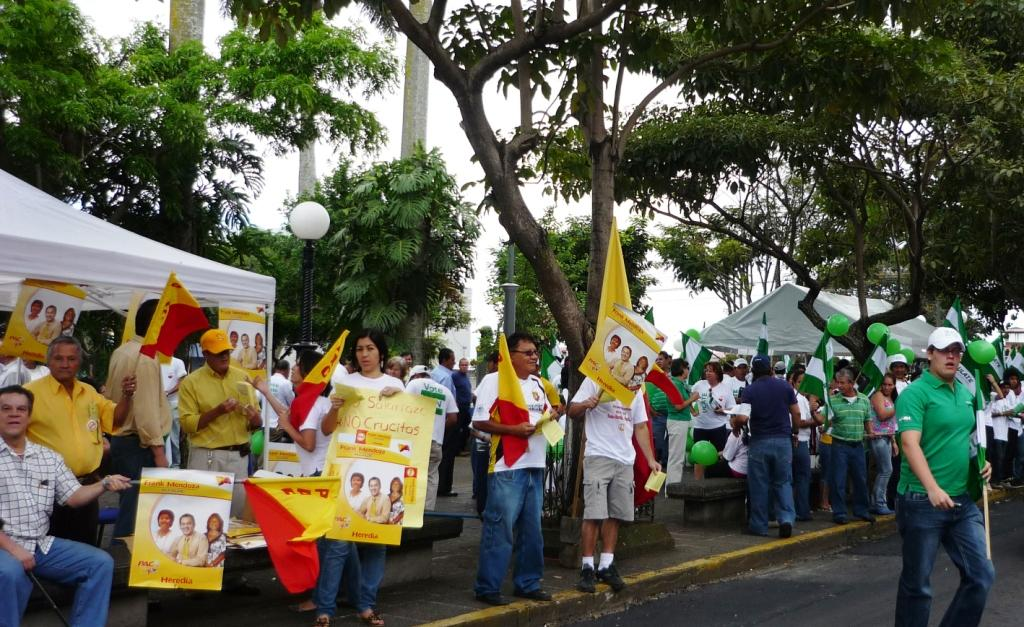
Simpatizantes de dos de los partidos más importantes de Costa Rica, el PAC (identificados con colores amarillo y rojo) y el PLN (identificados con el color verde)

El 15 de enero del 2010, tras negociaciones entre grupos sociales, sindicales, la Iglesia Luterana de Costa Rica y partidos políticos, los candidatos Rolando Araya Monge de Alianza Patriótica (izquierda) y Walter Muñoz Céspedes del Partido Integración Nacional (centro-derecha) decidieron retirar sus candidaturas presidenciales a favor de Ottón Solís del Partido Acción Ciudadana (centro-izquierda) aunque anunciado que continuarán con candidaturas separadas para la Asamblea Legislativa y las municipalidades, así mismo suscribiendo un compromiso de apoyar un programa de diez puntos. El tiempo para la inscripción formal de la coalición se ha vencido, sin embargo se plantea una alianza de facto. Solís anunció que de ganar la presidencia realizará un gobierno de unidad nacional en donde incluirá personas de todos los partidos patrióticos y sectores sociales. La finalidad de la alianza es superar políticamente a los rivales que consideran de derecha neoliberal Laura Chinchilla Miranda del Partido Liberación Nacional y Otto Guevara Guth del Movimiento Libertario.
Las conversaciones para la conformación de una alianza política de partidos incluyeron a representantes de Alianza Patriótica, Accesibilidad sin Exclusión, Acción Ciudadana, Frente Amplio, Integración Nacional, Renovación Costarricense, Rescate Nacional, Unión Patriótica y Vanguardia Popular, e incluyó la participación de figuras como Rolando Araya Monge, Rodrigo Carazo Odio, José Miguel Corrales Bolaños, José Merino del Río, Álvaro Montero Mejía, Walter Muñoz Céspedes, Justo Orozco Álvarez, Ottón Solís Fallas, Humberto Vargas Carbonell, etc.
Según informes de la prensa finalmente no se lograron acuerdos entre el Frente Amplio y Alianza Patriótica para la alianza, en parte por la sugerencia de AP de realizar una convención abierta entre los partidos para designar al candidato presidencial común, propuesta que era rechazada por el FA por considerarle inviable y costosa (por lo que solo beneficiaría a los precandidatos con recursos económicos). En su comunicado el Frente Amplio afirma que los partidos con representación parlamentaria Acción Ciudadana y Accesibilidad Sin Exclusión se retiraron de la negociación para impulsar sus propios candidatos presidenciales, mientras que los partidos sin representación parlamentaria Renovación Costarricense y Rescate Nacional también se retiraron, en el caso de Renovación Costarricense para promover su propia candidatura presidencial. Por cuanto de entre los partidos participantes de la negociación se impulsarán por separado las diferentes candidaturas presidenciales; Ottón Solís Fallas - Partido Acción Ciudadana, Rolando Araya Monge - Alianza Patriótica, Eugenio Trejos Benavides - Frente Amplio, Mayra González León - Renovación Costarricense.
Finalmente, tras intensas negociaciones las dirigencias de los partidos Acción Ciudadana, Integración Nacional y Alianza Patriótica, así como sectores sociales como la Coordinación Unida Sindical Magisterial (CUSIMA), la Iglesia Luterana de Costa Rica (que lideró las negociaciones) y otros acordaron firmar un documento de diez compromisos políticos comunes de combate al neoliberalismo y respaldar la candidatura presidencial de Ottón Solís Fallas
En el momento de la alianza Solís aparecía de tercero en los sondeos por debajo del candidato de derecha Otto Guevara, sin embargo finalmente en los resultados electorales permaneció como segundo candidato más votado (al igual que en el 2006) pero perdiendo frente a Chinchilla. Su partido obtuvo menos diputados (11 respecto a 17 en la ocasión anterior) y obtuvo 25% de los votos versus 40% que obtuvo en las elecciones anteriores. Los partidos Alianza Patriótica y Partido Integración Nacional no obtuvieron diputados. 
El programa de diez puntos suscrito por los líderes de los partidos y organizaciones consiste en:

1.Renegociar el TLC y revisar sus Leyes de Implementación para rescatar el Estado Social de Derecho, la soberanía política, territorial y alimentaria, y así refundar la nueva República democrática, inclusiva y solidaria, con justa distribución de la riqueza,  fortalecimiento integral del régimen municipal y mejores organismos de control político.

2.Fortalecer las garantías sociales, las instituciones y  las empresas públicas.
3.Impulsar y apoyar nuevas formas de organización y de participación ciudadana y a las organizaciones populares existentes.
4.Defender de manera auténtica el medio ambiente, en particular el agua.
5.Apoyar de manera auténtica  la educación pública y la investigación científica y tecnológica estatales.
6.Rescatar y fortalecer la inversión pública y el mercado interno, incentivando la producción de las empresas nacionales, en especial de las de economía social y de las pequeñas y medianas empresas industriales, agropecuarias y campesinas (que fomenten la seguridad alimentaria).
7.Rescatar la democracia costarricense a través de un nuevo código electoral, del desarrollo de los organismos de control político, de la libertad de organización, de la autonomía política y administrativa de las empresas públicas y del desarrollo de empresas comunitarias.
8.Impulsar el desarrollo democrático de las comunicaciones: procurando el acceso equitativo de los grupos sociales y partidos políticos a los medios de comunicación existentes, fortaleciendo los medios de comunicación estatales, promoviendo el surgimiento de  nuevos medios de carácter comunitario y garantizando la autonomía nacional en cuanto al control de las radiofrecuencias.
9.Modernizar y ordenar el transporte público en todas sus modalidades, sin recurrir a concesiones abusivas en la infraestructura del transporte y enfatizando el uso de energías alternativas.

10.Reformar las leyes  tributarias a favor de la clase media y baja.

## Adhesiones
Diferentes figuras liberacionistas dan al adhesión a la candidatura de Ottón Solís de la Alianza, entre ellos el expresidente Luis Alberto Monge Álvarez, los exdiputados Manuel Larios y Gonzalo Gómez Cordero, y la vicealcaldesa y fracción liberacionista del cantón de Liberia
Además, el candidato presidencial Óscar López y actual diputado del Partido Accesibilidad sin Exclusión en entrevista radial en el programa La voz del pueblo, pidió votar por Ottón Solís. Según la noticia:

Hoy en La Voz del Pueblo en Radio Gigante a las 10 de la mañana nos acompañó el Diputado y Candidato Presidencial  del PASE Oscar López Arias,  quien defendió su gestión como legislador. López Arias reconoció que el Debate del pasado domingo en Teletica canal 7 fue ganado por Ottón Solís fallas Candidato del Partido Acción Ciudadana. Escuchó nerviosa y tambaleante a Laura Chinchilla en el debate. Además hizo comentarios sobre el desplome del Candidato Libertario Otto Guevara Guth, a quien considera que lo inflaron, y ahora se ve la realidad. Pidió con vehemencia el voto para diputados y munícipes a los candidatos del PASE y expreso
"Que si los candidatos a la presidencia con posibilidades  son Laura Chinchilla Miranda, Otto Guevara Guth, Luis Fishman Zonzinski y Ottón Solís Fallas, él Oscar López Arias les pediría a sus votantes  que apoyen a Ottón Solís",  de la Coalición Patriótica y del Partido Acción Ciudadana indicó López Arias, fundador del PASE.

Diferentes artistas dan la adhesión a Ottón Solís entre ellos Eugenia Fuscaldo y Carlos Alvarado del elenco el popular programa La Pensión, la exministra de Educación María Eugenia Dengo, la cantante de ópera Maruja González, el músico Dionisio Cabal y el escritor Fernando Contreras Castro.

## Reforma al Código Electoral
Para los comicios de 2010 se aprobó una reforma sustantiva al Código Electoral de 1952, en la cual se establecen una serie de cambios, algunos de los cuales entran en vigencia hasta las siguientes elecciones del año 2014.
El nuevo Código Electoral prohíbe las donaciones de sociedades anónimas, y quita el tope de las donaciones de las personas físicas. Este fue uno de los pedidos expresos por parte del Tribunal Supremo de Elecciones porque con el Código vigente es muy difícil para las autoridades saber quién está detrás de las donaciones a los partidos cuando provienen de personas jurídicas, ya que en Costa Rica no hay un registro de los accionistas de este tipo de sociedades
Se eliminó la llamada ‘ley seca’, que prohíbe la venta de licor durante las elecciones.
En la nueva reforma se establece la posibilidad de que los costarricenses en el extranjero puedan votar, pero este cambio aplicará hasta las elecciones del 2014. Esto porque la tardanza en la aprobación de la reforma electoral no le permite al Tribunal Supremo de Elecciones tener listos para febrero del 2010 los preparativos necesarios para garantizar el voto.
El aporte del Estado a los partidos políticos para las próximas elecciones baja este rubro de 0,19% del PIB al 0,11%. Eso en colones es aproximadamente los ¢12.300 millones (cerca de US$21 o US$ 22 millones).
Se establece la obligación de la alternabilidad de género en los puestos de elección, pero este cambio aplicará hasta el 2014, pues los partidos ya iniciaron sus procesos. Este cambio significa que después de un puesto de elección masculino, debe seguir uno femenino y así sucesivamente.
Sobre el tema de la propaganda electoral se estableció una reglamentación de los requisitos para realizar mítines o reuniones de simpatizantes de las agrupaciones políticas, se prohibió la utilización de motivos religiosos o étnicos y se prohibió la colocación de propaganda electoral en lugares públicos.
Un tema que se tornó polémico en el seno de la comisión que analizó estas reformas fue el referido a las encuestas y los sondeos de opinión, donde finalmente se determinó que a los directores o encargados de los medios de comunicación que durante los tres días inmediatos a las elecciones o el propio día del proceso, permitan por acción u omisión la difusión o publicación total o parcial de las encuestas o sondeos, se les sancionará con una multa cuyo monto oscilará entre los dos y los diez salarios base vigentes en Costa Rica en ese momento.

## Deuda política
Tienen derecho a esta contribución el partido que inscriba candidaturas. Solamente en noviembre se podrá adelantar porque las tres primeras semanas de octubre están destinadas a que los partidos soliciten la inscripción de candidaturas (para presidente y diputados). El otro requisito para solicitar el anticipo es ofrecer garantías para proteger los dineros del Estado en caso de que el partido no reciba deuda política, las cuales deben ser garantías líquidas, es decir, de acceso fácil, como puede ocurrir con los avales bancarios.
El TSE determinó en ¢17.174 millones (US$ 28.9 mill.) el monto de la deuda política que repartirá entre todos los partidos que obtengan al menos un 4% de los votos válidos o como mínimo un diputado. Además, según dispone el nuevo Código Electoral, el Tribunal adelantará ¢2.576 millones (US$ 4.7 mill.) a los partidos políticos a partir de una fecha aún por definir entre los meses de octubre y noviembre. Ese adelanto está condicionado a que los partidos puedan garantizar su eventual devolución al TSE en caso de no obtener los resultados electorales mínimos para hacerse acreedores a la ayuda del Estado. Para recibir el adelanto los partidos también tendrán que haber presentado antes sus estados financieros auditados y publicar en un diario de circulación nacional, a más tardar en octubre, su lista de contribuyentes. De los ¢17.174 millones de deuda política, el TSE destinará ¢4.684 millones (US$ 7.8 mill.) para financiar las elecciones municipales de diciembre de 2010. Desde el miércoles 9 de septiembre de 2009, cuando entran a regir las reformas Código Electoral, los partidos no pueden aceptar donaciones de sociedades anónimas.

## Debates
El TSE emite la resolución 4099-E8-2009 donde reafirma la libertad de las organizaciones privadas para seleccionar a los participantes en un debate con los criterios que estime convenientes, “siempre y cuando la exclusión de los contendientes no resulte arbitraria o discriminatoria”. Esta resolución revierte un fallo anterior del TSE, emitido en diciembre del 2001, que prohibió a Canal 7 organizar un debate únicamente entre los candidatos que más posibilidades tenían de ganar las elecciones en el 2002.
Se realizó en Teletica Canal 7 el debate entre los tres candidatos presidenciales con mayores posibilidades de ganar; Laura Chinchilla, Ottón Solís y Otto Guevara.

## Encuestas
| Fecha              | Encuestadora              | Laura Chinchilla (PLN) | Ottón Solís (PAC) | Otto Guevara (ML) | Luis Fishman (Calderón hasta noviembre) (PUSC) | Óscar López (PASE) | Rolando Araya (AP) | Eugenio Trejos (FA) |  |  |
| ------------------ | ------------------------- | ---------------------- | ----------------- | ----------------- | ---------------------------------------------- | ------------------ | ------------------ | ------------------- |  |  |
| Fecha              | Encuestadora              |                        |                   |                   |                                                |                    |                    |                     |  |  |
| Mayo de 2009       | Unimer                    | 34%                    | 19%               | 6%                | 12%                                            | -                  | -                  | -                   |  |  |
| Agosto de 2009     | Borge & Asociados         | 49%                    | 9%                | 8.3%              | 3.8%                                           | 1.5%               | 0.4%               | -                   |  |  |
| Septiembre de 2009 | Unimer                    | 55%                    | 13%               | 11%               | -                                              | -                  | -                  | -                   |  |  |
| Septiembre de 2009 | Unimer                    | 63%                    | 15%               | 12%               | 7%                                             | 2%                 | -                  | -                   |  |  |
| Octubre de 2009    | Unimer                    | 53%                    | 12.3%             | 15.7%             | 1.5%                                           | 0.6%               | 3.7%               | 0.2%                |  |  |
| Octubre de 2009    | Unimer                    | 44%                    | 18%               | 12%               | 10%                                            | 2%                 | 1%                 | -                   |  |  |
| Noviembre de 2009  | Unimer                    | 43%                    | 16%               | 30%               | 6%                                             | 5%                 | -                  | -                   |  |  |
| Enero de 2010      | Borge y Asociados         | 36.7%                  | 8.5%              | 16.2%             | -                                              | -                  | -                  | -                   |  |  |
| Enero de 2010      | Borge y Asociados         | 43%                    | 8%                | 30%               | 15%                                            | -                  | -                  | -                   |  |  |
| Enero de 2010      | Demoscopía                | 44%                    | 16%               | 26%               | 9%                                             | -                  | -                  | -                   |  |  |
| Enero de 2010      | Universidad de Costa Rica | 53%                    | 42%               | 39%               | -                                              | -                  | -                  |                     |  |  |
| Febrero de 2010    | Unimer                    | 41%                    | 19%               | 22%               | 5%                                             | 5%                 | -                  | -                   |  |  |
| Febrero de 2010    | Imerca                    | 35%                    | 14%               | 15%               | -                                              | -                  | -                  | -                   |  |  |

## Presidente y Vicepresidentes

### Resultados
|  | 46.91 % |

|  | 25.05 % |

|  | 20.92 % |

|  | 3.88 % |

|  | 1.91 % |

|  | 0.72 % |

|  | 0.37 % |

|  | 0.21 % |

|  | 0.17 % |

|  | 97.64 % |

|  | 0.36 % |

|  | 1.67 % |

|  | 100.00 % |

|  | 69.12 % |

### Por provincia
| Provincia  | Chinchilla (PLN) | Chinchilla (PLN) | Solís (PAC) | Solís (PAC) | Guevara (ML) | Guevara (ML) | Fishman (PUSC) | Fishman (PUSC) | López (PASE) | López (PASE) | Otros  | Otros |      |
| Provincia  | Votos            | %                | Votos       | %           | Votos        | %            | Votos          | %              | Votos        | %            | Votos  | %     |      |
| ---------- | ---------------- | ---------------- | ----------- | ----------- | ------------ | ------------ | -------------- | -------------- | ------------ | ------------ | ------ | ----- | ---- |
| Provincia  | Alajuela         | 166.655          | 45,31       | 97.399      | 26,48        | 80.590       | 21,91          | 11.887         | 3,23         | 6.760        | 1,84   | 4.552 | 1,23 |
| Cartago    | 118.926          | 49,73            | 56.095      | 23,46       | 46.414       | 19,41        | 10.143         | 4,24           | 5.026        | 2,10         | 2.542  | 1,06  |      |
| Guanacaste | 65.843           | 51,31            | 20.341      | 15,88       | 29.841       | 23,29        | 20.341         | 6,07           | 2.038        | 1,59         | 2.285  | 1,86  |      |
| Heredia    | 93.471           | 46,62            | 55.425      | 27,64       | 39.016       | 19,46        | 6.382          | 3,18           | 3.677        | 1,83         | 2.522  | 1,27  |      |
| Limón      | 55.214           | 41,58            | 41.733      | 17,49       | 23.221       | 31,43        | 6.640          | 5,00           | 2.268        | 1,71         | 3.718  | 2,79  |      |
| Puntarenas | 73.431           | 48,90            | 26.014      | 17,32       | 40.078       | 26,69        | 6.676          | 4,45           | 1.881        | 1,25         | 2.087  | 1,39  |      |
| San José   | 322.976          | 46,62            | 200.382     | 28,92       | 122.116      | 17,63        | 24.609         | 3,55           | 14.454       | 2,09         | 8.228  | 1,20  |      |
| Total      | 896.516          | 46,91            | 478.877     | 25,05       | 399.788      | 20,92        | 74.114         | 3,88           | 36.104       | 1,89         | 25.934 | 1,35  |      |

## Asamblea Legislativa
| Voto | Voto | Voto | Voto    | Voto    |
| ---- | ---- | ---- | ------- | ------- |
|      |      |      |         |         |
| PLN  | PLN  |      | 37.16 % | 37.16 % |
| PAC  | PAC  |      | 17.68 % | 17.68 % |
| ML   | ML   |      | 14.48 % | 14.48 % |
| PASE | PASE |      | 9.17 %  | 9.17 %  |
| PUSC | PUSC |      | 8.05 %  | 8.05 %  |
| PRC  | PRC  |      | 3.97 %  | 3.97 %  |
| FA   | FA   |      | 3.66 %  | 3.66 %  |
| PREN | PREN |      | 1.62 %  | 1.62 %  |
| AP   | AP   |      | 1.47 %  | 1.47 %  |
| Otro | Otro |      | 1.22 %  | 1.22 %  |

Las elecciones legislativas de Costa Rica de 2010 fueron un proceso electoral realizado el día 7 de febrero, paralelamente con las elecciones presidenciales y de regidores. En ellas se eligieron a los 57 diputados de la Asamblea Legislativa.

### Repartición
Los diputados se eligen por provincias y numéricamente se reparten:
- 20 para San José
- 11 para Alajuela
- 7 para Cartago
- 5 para Puntarenas
- 5 para Heredia
- 5 para Limón
- 4 para Guanacaste

### Resultado
Tras los comicios, el Partido Liberación Nacional pierde un diputado pasando de 25 a 24 y manteniéndose como la bancada más grande, aunque sin mayoría simple (que son 29 escaños). El Movimiento Libertario aumenta su fracción pasando de 6 a 9 diputados, y el Partido Accesibilidad Sin Exclusión deja de convertirse en una fracción unipersonal para volverse una de cuatro diputados. El gran perdedor en estas elecciones fue el Partido Acción Ciudadana que no sólo disminuyó su apoyo para la boleta presidencial (aunque manteniéndose en segundo lugar) sino que su bancada se redujo drásticamente pasando de 17 a 11 diputados. El Partido Frente Amplio mantuvo su único escaño siendo sustituido el diputado José Merino del Río por su asesor y estrecho colaborador José María Villalta, futuro candidato presidencial para las elecciones de 2014. Cabe destacar además que por primera vez hubo dos partidos evangélicos representados al mismo tiempo: Renovación Costarricense y Restauración Nacional (escisión del anterior) con un diputado cada uno; Justo Orozco y Carlos Avendaño respectivamente, quienes también aspirarían a la presidencia en 2014 aunque con resultados muy modestos. 

### Partidos participantes
El partido Restauración Nacional, a pesar del nombre, en este período estaba inscrito sólo a escala provincial de San José, pero tenía dos partidos "hermanos" en Heredia y Alajuela. No sería hasta las siguientes elecciones que se inscribiría a escala nacional. 

### Resultados
|  | 37.27 % |

|  | 17.61 % |

|  | 14.50 % |

|  | 9.05 % |

|  | 8.16 % |

|  | 3.85 % |

|  | 3.63 % |

|  | 1.55 % |

|  | 1.49 % |

|  | 0.77 % |

|  | 0.62 % |

|  | 0.42 % |

|  | 0.38 % |

|  | 0.24 % |

|  | 0.15 % |

|  | 0.14 % |

|  | 0.08 % |

|  | 0.06 % |

|  | 96.98 % |

|  | 1.03 % |

|  | 1.58 % |

|  | 100.00 % |

|  | 69.11 % |

### Por provincia
| Provincia  | Liberación Nacional | Liberación Nacional | Acción Ciudadana | Acción Ciudadana | Movimiento Libertario | Movimiento Libertario | Unidad Social Cristiana | Unidad Social Cristiana | Accesibilidad Sin Exclusión | Accesibilidad Sin Exclusión | Renovación Costarricense | Renovación Costarricense | Frente Amplio | Frente Amplio | Restauración Nacional | Restauración Nacional | Alianza Patriótica | Alianza Patriótica | Otros | Otros |   |
| Provincia  | %                   | S                   | %                | S                | %                     | S                     | %                       | S                       | %                           | S                           | %                        | S                        | %             | S             | %                     | S                     | %                  | S                  | %     | S     |   |
| ---------- | ------------------- | ------------------- | ---------------- | ---------------- | --------------------- | --------------------- | ----------------------- | ----------------------- | --------------------------- | --------------------------- | ------------------------ | ------------------------ | ------------- | ------------- | --------------------- | --------------------- | ------------------ | ------------------ | ----- | ----- | - |
| Provincia  | San José            | 35.5                | 7                | 19.0             | 4                     | 12.3                  | 2                       | 7.4                     | 2                           | 11.1                        | 2                        | 3.0                      | 1             | 4.7           | 1                     | 4.3                   | 1                  | 1.1                | 0     | 1.6   | 0 |
| Alajuela   | 38.2                | 5                   | 19.9             | 2                | 16.5                  | 2                     | 6.5                     | 1                       | 8.5                         | 1                           | 6.5                      | 0                        | 1.3           | 0             | 2.0                   | 0                     | 1.9                | 0                  | 0.8   | 0     |   |
| Cartago    | 38.9                | 3                   | 17.0             | 1                | 13.1                  | 1                     | 7.6                     | 1                       | 7.9                         | 1                           | 2.8                      | 0                        | 2.8           | 0             | -                     | 0                     | 1.2                | 0                  | 8.5   | 0     |   |
| Heredia    | 37.0                | 2                   | 19.1             | 2                | 13.9                  | 1                     | 7.3                     | 0                       | 8.7                         | 0                           | 2.9                      | 0                        | 4.8           | 0             | 4.0                   | 0                     | 1.9                | 0                  | 0.5   | 0     |   |
| Puntarenas | 39.7                | 2                   | 14.3             | 1                | 18.6                  | 1                     | 13.8                    | 1                       | 5.1                         | 0                           | 4.3                      | 0                        | 2.2           | 0             | -                     | 0                     | 1.1                | 0                  | 1.0   | 0     |   |
| Limón      | 33.3                | 2                   | 12.0             | 1                | 20.1                  | 1                     | 10.2                    | 1                       | 5.6                         | 0                           | 8.6                      | 0                        | 7.3           | 0             | -                     | 0                     | 1.2                | 0                  | 1.8   | 0     |   |
| Guanacaste | 43.1                | 3                   | 11.6             | 0                | 13.5                  | 1                     | 11.0                    | 0                       | 10.0                        | 0                           | 5.1                      | 0                        | 2.2           | 0             | -                     | 0                     | 3.1                | 0                  | 0.3   | 0     |   |
| Total      | 37.3                | 24                  | 17.6             | 11               | 14.5                  | 9                     | 8.2                     | 6                       | 9.0                         | 4                           | 3.9                      | 1                        | 3.6           | 1             | 2.4                   | 1                     | 1.5                | 0                  | 2.0   | 0     |   |

## Concejos municipales
Las elecciones de regidores municipales de Costa Rica de 2010 son un proceso electoral realizado el día 7 de febrero, paralelamente con las elecciones presidenciales y legislativas. En ellas se eligieron a los 495 regidores propietarios y 495 regidores suplentes de los Concejos Municipales.
| Partidos                   | Partidos                                        | Votos     | %      | ±     | Regidores | Regidores |
| Partidos                   | Partidos                                        | Votos     | %      | ±     | Total     | +/-       |
| -------------------------- | ----------------------------------------------- | --------- | ------ | ----- | --------- | --------- |
|                            | Partido Liberación Nacional (PLN)               | 700,659   | 36.96  | +0.55 | 196       | -32       |
|                            | Partido Acción Ciudadana (PAC)                  | 331,167   | 17.47  | -7.07 | 100       | -39       |
|                            | Movimiento Libertario (ML)                      | 255,411   | 13.47  | +5.07 | 76        | +40       |
|                            | Partido Unidad Social Cristiana (PUSC)          | 174,462   | 9.20   | +0.31 | 55        | -4        |
|                            | Partido Accesibilidad Sin Exclusión (PASE)      | 143,273   | 7.56   | Nuevo | 22        | Nuevo     |
|                            | Renovación Costarricense (RC)                   | 51,302    | 2.71   | -0.42 | 10        | +6        |
|                            | Frente Amplio (FA)                              | 45,399    | 2.40   | +1.90 | 1         | +1        |
|                            | Alianza Patriótica (AP)                         | 28,738    | 1.52   | Nuevo | 3         | Nuevo     |
|                            | Restauración Nacional (RN)                      | 24,690    | 1.30   | -0.10 | 1         | -1        |
|                            | Curridabat Siglo XXI (CSXXI)                    | 5,643     | 0.75   | +0.50 | 4         | +2        |
|                            | Renovemos Alajuela (PRA)                        | 13,403    | 0.71   | Nuevo | 1         | Nuevo     |
|                            | Partido Integración Nacional (PIN)              | 10.121    | 0.53   | -0.35 | 0         | 0         |
|                            | Restauración Herediana (PREH)                   | 8,797     | 0.46   | Nuevo | 0         | Nuevo     |
|                            | Yunta Progresista Escazuceña (YUNTA)            | 8,145     | 0.43   | +0.05 | 2         | 0         |
|                            | Verde Ecologista (PVE)                          | 5,319     | 0.28   | +0.09 | 0         | 0         |
|                            | Alianza Sancarleña (FA-AP) (CAS)                | 4,895     | 0.26   | Nuevo | 1         | Nuevo     |
|                            | Partido Unión Agrícola Cartaginés (PUAC)        | 9,029     | 0.26   | -0.40 | 1         | -1        |
|                            | Liga Ramonense (FA-AP) (CALIRA)                 | 4,662     | 0.25   | Nuevo | 1         | Nuevo     |
|                            | Unión Palmareña (PUPal)                         | 4,158     | 0.22   | -0.09 | 2         | 0         |
|                            | Partido del Sol (PdS)                           | 4,077     | 0.22   | -0.03 | 2         | 0         |
|                            | Fuenteovejuna (PCFT)                            | 3,655     | 0.19   | Nuevo | 1         | Nuevo     |
|                            | Restauración Alajuelense (PREA)                 | 3,414     | 0.18   | Nuevo | 0         | Nuevo     |
|                            | Movimiento Avance Santo Domingo (MAS)           | 3,398     | 0.18   | Nuevo | 1         | Nuevo     |
|                            | Goicoechea en Acción (PGEA)                     | 3,348     | 0.18   | -0.04 | 1         | +1        |
|                            | Barva Unida (FA-PASE) (CBU)                     | 3,017     | 0.16   | Nuevo | 1         | Nuevo     |
|                            | Coalición Alajuelense (FA-AP) (CALJ)            | 2,980     | 0.16   | Nuevo | 1         | Nuevo     |
|                            | El Puente y los Caminos de Mora (PYCM)          | 2,962     | 0.16   | -0.01 | 1         | -0.01     |
|                            | Auténtico Labrador de Coronado (PALABRA)        | 2,848     | 0.15   | -0.04 | 1         | 0         |
|                            | Unión Ateniense (PUA)                           | 2,602     | 0.14   | Nuevo | 1         | Nuevo     |
|                            | Integración Barbeña (PINBAR)                    | 2,369     | 0.14   | Nuevo | 1         | Nuevo     |
|                            | Alianza Mayor (PAM)                             | 2,279     | 0.12   | Nuevo | 0         | Nuevo     |
|                            | Único Abangareño (PUAB)                         | 2,229     | 0.12   | Nuevo | 2         | Nuevo     |
|                            | Acción Cantonal Siquirres Independiente (PACSI) | 2,116     | 0.12   | +0.00 | 1         | 0         |
|                            | Montes de Oca Unida (FA-PH) (CMdOU)             | 2,086     | 0.12   | Nuevo | 0         | Nuevo     |
|                            | Organización Social Activa (OSA)                | 2,025     | 0.11   | Nuevo | 1         | Nuevo     |
|                            | Independiente Belemita (PIB)                    | 2,014     | 0.11   | +0.03 | 1         | 0         |
|                            | Viva Buenos Aires (PVBA)                        | 1,791     | 0.09   | Nuevo | 1         | Nuevo     |
|                            | Comunal Pro-Curri (PCPC)                        | 1,718     | 0.09   | -0.08 | 0         | -1        |
|                            | Heredia Unida (FA-PH) (CHU)                     | 1,403     | 0.07   | Nuevo | 0         | Nuevo     |
|                            | Acción Quepeña (PAQ)                            | 1,386     | 0.07   | -0.02 | 0         | -2        |
|                            | Autónomo Oromontano (PAO)                       | 1,170     | 0.06   | +0.01 | 1         | 0         |
|                            | Movimiento de Trabajadores y Campesinos (MTC)   | 1,120     | 0.06   | -0.05 | 0         | 0         |
|                            | Acción Naranjeña (PANAR)                        | 1,047     | 0.06   | Nuevo | 0         | Nuevo     |
|                            | Coalición Popular de Alfaro Ruiz (FA-AP) (CPAR) | 1,023     | 0.05   | Nuevo | 1         | Nuevo     |
|                            | Tarrazú Primero (PTP)                           | 991       | 0.05   | Nuevo | 0         | Nuevo     |
|                            | Coalición Barbeña (FA-AP) (CB)                  | 831       | 0.05   | Nuevo | 0         | Nuevo     |
|                            | Garabito Ecológico (PEG)                        | 709       | 0.04   | -0.01 | 1         | 0         |
|                            | Talamanca Unida (PTU)                           | 508       | 0.03   | Nuevo | 0         | Nuevo     |
|                            | Organización Laborista de Aguirre (OLA)         | 456       | 0.02   | -0.01 | 0         | 0         |
|                            | Frente Patriótico Poaseño (FA-AP) (CFPP)        | 345       | 0.02   | Nuevo | 0         | Nuevo     |
|                            |                                                 |           |        |       |           |           |
| Votos válidos              | Votos válidos                                   | 1,895,558 | 97.17  |       |           |           |
| Votos en blanco            | Votos en blanco                                 | 21,581    | 1.11   |       |           |           |
| Votos nulos                | Votos nulos                                     | 33,485    | 1.72   |       |           |           |
| Total                      | Total                                           | 1,950,624 | 100.00 | -     | 496       | -4        |
| Registtrados/Participación | Registtrados/Participación                      | 2,822,491 | 65.19  |       |           |           |
|                            |                                                 |           |        |       |           |           |
| Fuente                     |                                                 |           |        |       |           |           |

### Repartición
Los cantones de más población (San José, Desamparados y Alajuela) eligieron 11 regidores, otros cantones un poco más pequeños (Puntarenas, Limón, Pococí, Heredia, Cartago, La Unión, San Carlos, Goicoechea, Alajuelita, Pérez Zeledón) eligieron 9 regidores, otros aún más pequeños (Aserrí, Tibás, Grecia, Vázquez de Coronado, Montes de Oca, Siquirres, Escazú, Turrialba, etc.), eligieron 7 regidores, y, finalmente, los más pequeños (San Mateo, Hojancha, Tarrazú, Santa Ana, Mora, etc.), eligieron 5.

### Coaliciones cantonales Alianza Patriótica-Frente Amplio
Varias de las coaliciones cantonales de la Alianza Patriótica y el Frente Amplio nombraron un regidor. En la mayoría de esas coaliciones, el candidato en el primer lugar propietario le correspondía al Partido Frente Amplio, así que es muy posible que la mayoría de los regidores propietarios electos por estas coaliciones sean militantes del Partido Frente Amplio, y los suplentes lo sean de la Alianza Patriótica.